# Király-hegy (Alacsony-Tátra)
A Király-hegy (ritkán Király-kopasz, szlovákul Kráľova hoľa, németül Königsberg) az Alacsony-Tátra legkeletibb jelentős kiemelkedése, a Király-hegyi-Tátra névadója, a szlovákok szent hegye, négy felvidéki folyó, a Vág, (Fekete-Vág), Garam, a Hernád és a Gölnic vízgyűjtőjének határa. Tengerszint feletti magassága 1946 méter, ezzel a 4. legmagasabb hegycsúcs az Alacsony-Tátrában. Neve a monda szerint Mátyás királytól származik, akinek vadászterülete volt itt.

## Fekvése
A Király-hegy az Alacsony-Tátra legkeletibb pontja, egyúttal Szlovákia fontos háromszögelési pontja, tájegységek határát is jelzi. A Besztercebányai kerület Breznóbányai járásában fekszik, 1920 előtt Gömör és Kishont, Liptó és Szepes vármegyék határát jelezte.
A hegy hatalmas tömegű, környezetéből igen markánsan emelkedik ki, már távolról észrevehető nagy tömege és viszonylagos szabályossága miatt. A csúcs Garamfő, Királyhegyalja, Teplicska és Vernár községek határán emelkedik. A csúcsról könnyedén rálátni keleti irányba a Szepességre, északra a Poprádi-medencére és a Magas-Tátrára. A csúcs maga igen lapos, teteje kopár.

## Felépítése

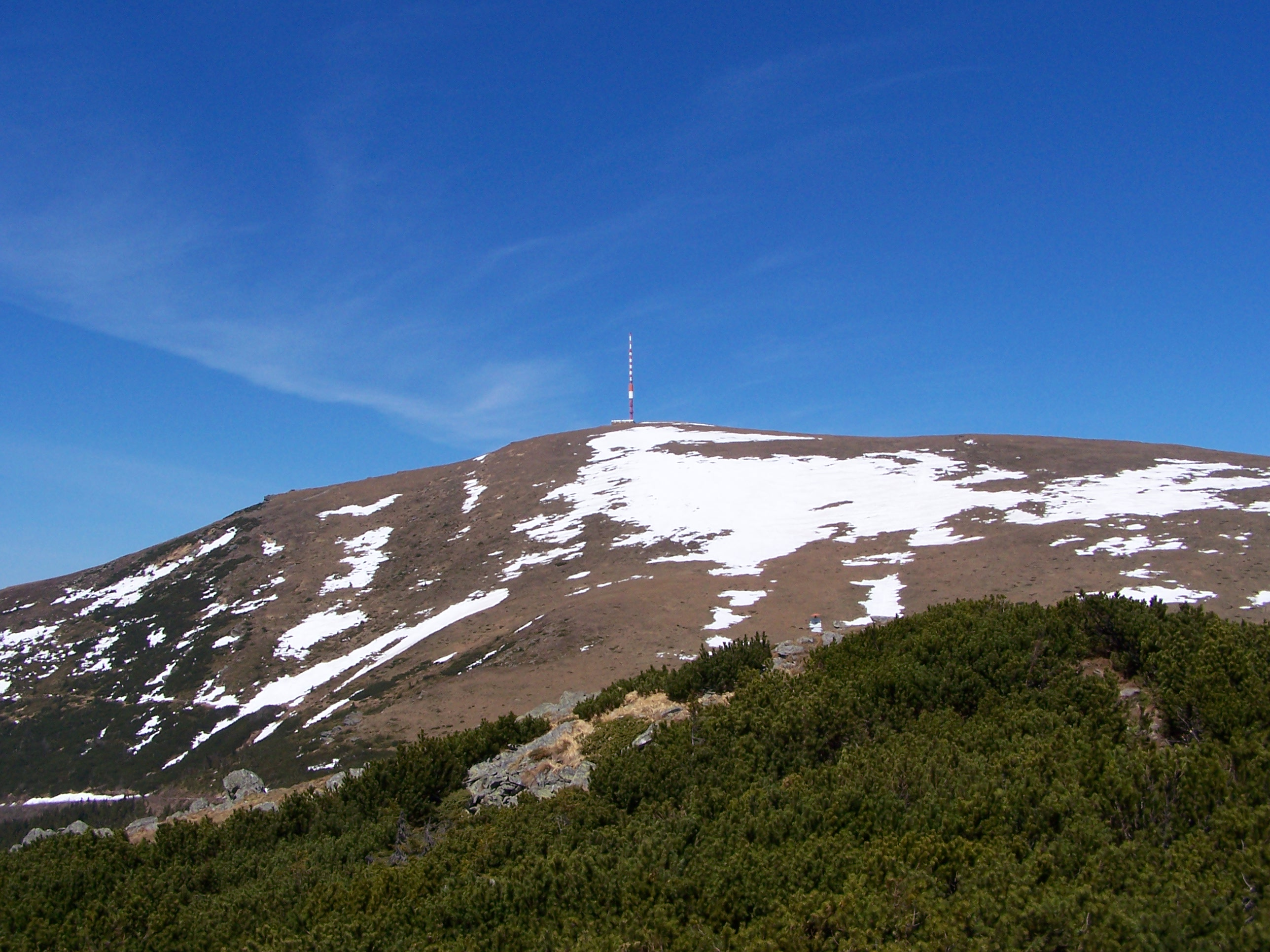
A csúcs 2007 májusában

A hegy alapkőzete a gneisz-, csillám- és kloritpala, amelyek a magasabb pontokat kizárólag alkotják. A Király-hegy nyúlványait az agyagpala különféle nemei, továbbá porfir-, triász- és dolomitmészkő foglalják el. Mindezen rétegek a hegy északkeleti lábánál a vulkáni melafir által részben a felszínre kerültek. A hegységben vas, réz, ezüst és arany is előfordul, a középkorban bányászták.

## Története

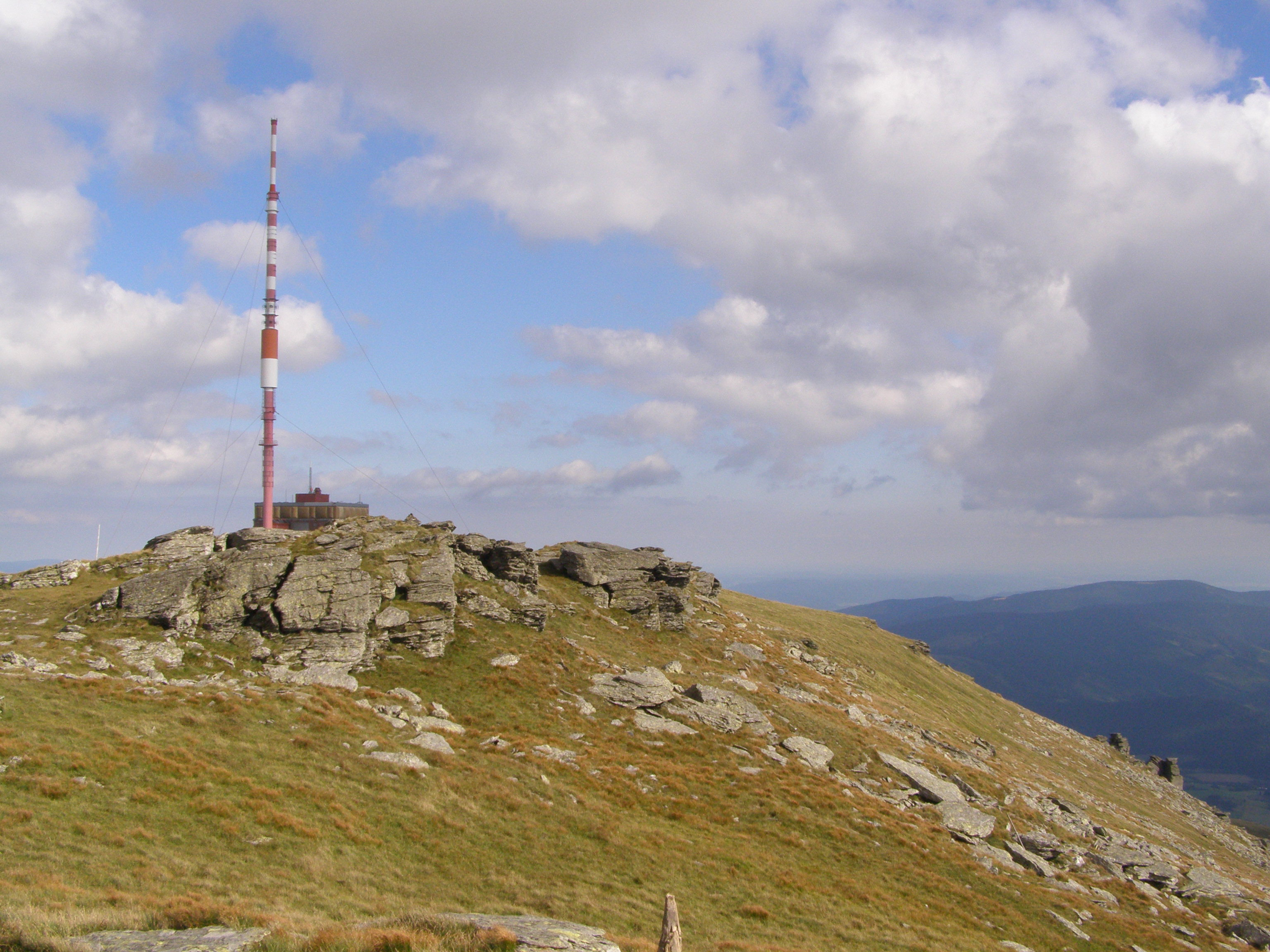
Tv-torony

A hegy sok balladában és mondában szerepel. A középkorban ércbányászat zajlott, de a készletek hamar kimerültek. A 19. században a kizsákmányoló erdőgazdálkodás miatt szinte teljesen letarolták a hegy fenyővilágát, a híres erdész, Greiner Lajos vezetésével telepítették vissza a fákat a század közepén.
A második világháború során a kirobbanó szlovák nemzeti felkelés során a csúcs alatt a Jánosík partizánegység menedékkunyhói és raktárai voltak, sok egység innen indult az Alacsony-Tátra gerincén nyugat felé 1944-1945 őszén és telén. A történtekre az emlékoszlopon lévő dombormű emlékeztet. 1960-ban építették fel a tévétornyot, amelyhez Királyhegyaljáról a nagyközönség számára lezárt aszfaltút vezet fel. A televízió-adó épületében a Szlovák Hegyi Mentőszolgálat állomása is megtalálható.

## Klíma
A hegy éghajlata magashegységi. Az igen nagy magasság, a magasabb részek kopársága miatt különösen erős a szél, csapadékos és hideg az évi középhőmérséklet. A tél 6 hónapig tart, hideg és havas.

## Élővilága
A hegy uralkodó növényzete a fenyőfélék, amely megjelenési formái közül a luc, jegenye és vörösfenyő egyaránt előfordul. A fenyvesek az északi oldalon 1400-1500 méteres magasságig, a délin 1600 méteres magasságig élnek meg. Törpefenyvesek 1700 méter magasságig előfordulnak.
Patakjaiban pisztráng és rák, erdeiben medve, farkas, hiúz, róka, görény, menyét, hölgymenyét, kövi és nemes nyest, vadmacska, vidra, borz , a madarak közül kiabáló sas, vörös kánya, héja, karvaly, vércse, fülesbagoly fordul elő. Vadakból őz, szarvas, nyúl, császármadár, süket- és nyírfajd, fürj, haris és fogoly fordul elő.

## Külső hivatkozások
- A Wikimédia Commons tartalmaz Király-hegy témájú kategóriát.